# Leon Gregory
Leon Gregory   (23 de novembre de 1932) és un atleta australià, ja retirat, especialista en curses de velocitat, que va competir durant la dècada de 1950.
El 1956 va prendre part en els Jocs Olímpics de Melbourne. Formant equip amb Kevan Gosper, Graham Gipson i David Lean guanyà la medalla de plata en els 4x400 metres del programa d'atletisme.
En el seu palmarès també destaquen dos campionats nacionals en les 440 iardes, el 1951 i 1955. Millorà en dues ocasions el rècord nacional dels 4x400 metres.

## Millors marques
- 400 metres llisos. 47.9" (1955)[1]